# 影の車
『影の車』（かげのくるま）は、松本清張が1961年8月に出版した短編集、および当該短編集に収録された短編小説『潜在光景』を原作とする映画・テレビドラマ。

## 連作短編集『影の車』
- 松本清張による連作短編。同タイトルで『婦人公論』1961年1月号から8月号まで連載され[1]、同年8月、中央公論社より単行本が刊行された。
- 作品は以下の通り。なお、単行本では各話の順序が入れ替えられている。リンクのある作品は、各リンク先を参照。
  - 『確証』（婦人公論・1961年1月号）
  - 『万葉翡翠』（婦人公論・1961年2月号）
  - 『薄化粧の男』（婦人公論・1961年3月号）
  - 『潜在光景』（婦人公論・1961年4月号）
  - 『典雅な姉弟』（婦人公論・1961年5月号）
  - 『田舎医師』（婦人公論・1961年6月号）
  - 『鉢植を買う女』（婦人公論・1961年7月号）
  - 『突風』（婦人公論・1961年8月号）…単行本化時に除外された作品。のちに短編集『突風』（1966年、海燕社）などに収録。
- 第4話『潜在光景』が『影の車』のタイトルで映画化・テレビドラマ化されたほか、『万葉翡翠』『薄化粧の男』『典雅な姉弟』『鉢植えを買う女』『突風』もテレビドラマ化されている。

## 小説『潜在光景』あらすじ
都心から80分ばかりかかる住宅地に住む浜島幸雄は、会社帰りのバスの中で、小磯泰子から声をかけられ、学生時代以来の再会をする。1週間後、再びバスの中で遭遇した泰子は、家に立ち寄るよう勧めた。思い切ってバスを降りた浜島は、泰子が夫を失い、保険の集金の仕事をしながら、六歳の健一という名前の息子と二人で暮らしているのを知る。泰子の態度に、妻には見られないやさしさを感じる浜島。
他方、浜島の妻は、それほど温かい気持ちの女ではなく、家の中は索漠としていた。浜島と泰子の間は急速に進み、二人は結ばれる。少ない収入にもかかわらず、浜島に心から仕える泰子。しかし、息子の健一はひどく人見知りし、一向に浜島に馴れない。泰子と話をしていても、健一の存在が煙たく、気持ちにひっかかってくる浜島。浜島はふと、自分の小さいときの記憶を途切れ途切れに思い出すようになったが、その記憶に潜在する光景が、現在の浜島に思わぬ影をもたらす。

## 映画
1970年6月6日に松竹系にて公開された。主な舞台を東急田園都市線・藤が丘駅周辺の「ささおやま団地」とし、浜島の勤務先を旅行代理店、妻・啓子の職業をフラワー教室とするなど、時代背景は、高度経済成長の進行を踏まえた設定となっている。また、本映画オリジナルの設定として、浜島と泰子の故郷を千葉県千倉町（現・南房総市）としている。
第44回キネマ旬報ベスト・テン第7位。2013年1月30日にDVDがリリースされている。

### キャスト
※クレジットタイトル順。
- 小磯泰子：岩下志麻
- 浜島幸雄：加藤剛
- 浜島啓子：小川真由美
- 浜島のおじさん：滝田裕介
- 浜島の母親：岩崎加根子
- 医師：稲葉義男
- 石川：近藤洋介
- 野村昭子
- 川口敦子
- 関口銀三
- 阿部百合子
- 新田勝江
- 清水良英
- 泰子の夫（写真出演）：長谷川哲夫
- 早野寿郎
- 竹口アキ子
- 志賀真津子
- 村上記代
- 水木涼子
- 大塚君代
- 戸川美子
- 谷よしの
- 後藤泰子
- 光映子
- 城戸卓
- 小磯健一：岡本久人
- 浜島の少年時代：小山梓
- 刑事：芦田伸介

他

### スタッフ
- 監督：野村芳太郎
- 製作：三嶋与四治・杉崎重美
- 脚本：橋本忍
- 音楽：芥川也寸志
- 撮影：川又昂
- 美術：重田重盛
- 編集：浜村義康
- 録音：栗田周十郎
- 照明：三浦礼
- 調音：松本隆司
- 光学技術：石川智弘
- 監督助手：山根成之
- 装置：中村良三
- 装飾：玉生久宗
- 衣裳：東京衣裳
- 現像：東洋現像所
- 製作主任：吉岡博史

### 製作
- 原作者・松本清張は「子供の目にうつる大人の世界がそのマザー・コンプレックスにどう投影するかを書いてみたかった。小説では人物の微妙な心理を文章で書けるが、映画は視覚の上で描写するので、両者の表現機能は当然違ってくる。映画は原作の構成を打壊した上での再構成である。したがって脚本、監督、演技に信頼をおかないと原作を渡す気になれない」などと述べている[1]。
- 製作としてクレジットされる松竹映画製作本部長・三嶋与四治は『映画時報』1970年9月、10月号のインタビューで「『影の車』と『家族』は、私がたまたまゼネラル・プロデューサーを実際に日本の作品でやってみた」等と述べている[3]。
- 野村芳太郎監督構想8年を経ての映画化[1]。野村監督構想は撮影前日に「明日の撮影に関するメモ」と題した構想書きをメインキャストとメインスタッフに渡していた。主演の加藤剛はこれに刺激され、構想を提案するレポートを毎日書いており、劇中の眼鏡を握りつぶす演技は、加藤が野村に提案し採用されたと回顧している[4]。
- 劇中に度々挿入される主人公の回想場面は、カラーのマスターポジとモノクロのネガをずらして重ね合わせたもの[2]。一見フィルターをかけた普通のエフェクト映像に見えるが、実は100日間の実験期間と当初の9倍の予算費用、そして6千ｍの作業用ポジ・フィルムを消費するという手間暇がかかっている。潜在意識による被害妄想を表現するために単なる回想にしたくないと考えた監督が特注したもので、撮影を担当した川又昂は光学技術担当の石川智弘と共に大船撮影所内に現存していた旧式のオプチカルプリンターを駆使して、まず撮影したポジ・フィルムから3原色分に分解したネガを3本作り、それぞれを8～4コマ分ずらしてポジに焼くことで全体の色がズレた画面を創り上げ、次にこの色ずれしたフィルムの最初のネガからカラーポジと白黒ポジ2本焼いて、さらに撮影風景の明るい部分だけの素粒子を強調するコントラストの強い白黒ポジをもう1本焼いたうえで、この3本のポジを重ね焼きすることで『レリーフ効果』と呼ばれる線や面が浮き出る映像効果を創り上げた。3色分解とレリーフ効果を合わせたこの映像効果を、川又は『多層分解』と名付け、公開当時のパンフレットにもそう記載されている[5]。
- 監督は回想以外の場面を徹底的にリアルに描くこととし、小磯泰子（岩下志麻）の家の外観は神奈川県の長津田の山の上にある家屋を8ヶ月借り切り、家内部を撮影する際も実際に大船撮影所内に家屋を建ててから本物の水道やガス、テレビを設置して、テレビ番組を視聴する場面では本物の番組が放送される時間帯まで撮影を待つという拘り様だった[6]。
- 岩下志麻の息子役・岡本久人に対する印象は「あの子は普段から喜怒哀楽がないんです。いつも笑ってるような、笑ってないような顔をして。野村監督は子供の扱い方がすごく上手だから、なだめたりいろいろしていました。よくああいう子供を見つけてきたと思います。何を考えているんだか本当に分かりませんでした」「オーディションした時に野村監督が『何を考えているか分からない』というような子を選んだんでしょうね」「不思議な子役さんでしたね」[7]。
- 小磯泰子（岩下志麻）は東京生命保険の外交員、浜島幸雄（加藤剛）は、日本旅行の新宿営業所窓口に勤務する係長[1]。東京生命保険、日本旅行ともオープニングクレジットで協力として出る。岩下が前半に二子玉川を、中盤に下北沢や世田谷区大原、明大前の歩道橋を歩くシーンがあり、岩下の勤務先は下北沢近辺に設定されている。加藤の勤務する日本旅行新宿営業所は西口にあり、西口ロータリーやクリスマス商戦の装飾が施された京王百貨店新宿店が映る。また富士銀行新宿支店など、しばしば入口の扉のガラスに回りの景色が映り込む。
- 劇中、浜島啓子（小川真由美）とフラワー教室の生徒が1969年8月9日に起きたシャロン・テート事件を話す場面がある。

### 作品の評価
- 映画が公開された1970年は日活撮影所の売却報道があったり[8]、松竹も大船撮影所の一部を店舗にすると発表したり[8]、静岡県藤枝市の映画館で1日の入場者0の新記録が樹立されたり[9]、映画界もガタガタした年で[8]、渥美マリ、関根恵子、森和代、児島美ゆきといった出演料が10万円代の若手スターがスクリーンを闊歩し[9]、"偶像"交代などと騒がれた[9]。しかし大手の既成大女優では岩下志麻のみ、本作の愛欲演技で存在感を放ったと評された[9]。当時の日本映画界はヤクザとエロに押されて[10]、大手の看板女優も出番を追われ、テレビと舞台に活路を見出す者も多かった[10]。
- 春日太一は『白と黒』『人斬り』とともに本作を「橋本忍ベスト3」に挙げている[11]。

### 備考
- 2025年2月2日にBS松竹東急で放送された際に、冒頭に原版が古いため映像と音声が乱れることと、「児童および青少年の視聴に対して配慮が必要と思われる表現があります」等のテロップが流れた。

## テレビドラマ
- 以下、『潜在光景』を原作とする作品について記述。

### 1971年版
1971年9月13日から11月5日まで、フジテレビ系列の「ライオン奥様劇場」枠（13:00-13:30）にて、全40回の連続ドラマとして放映。タイトルは「影の車」。テレビ映画。白黒作品。
キャスト
- 日色ともゑ
- 園井啓介
- 岡本久人
- 橋爪功
- 折原啓子
- 水上竜子
- 広村芳子

スタッフ
- 監督：番匠義彰、田中康義
- 脚本：国弘威雄、中島丈博、岡田正代、石川孝人
- 音楽：崎出伍一
- 制作：フジテレビ、松竹

| フジテレビ系列 ライオン奥様劇場 | フジテレビ系列 ライオン奥様劇場 | フジテレビ系列 ライオン奥様劇場 |
| 前番組                          | 番組名                          | 次番組                          |
| ------------------------------- | ------------------------------- | ------------------------------- |
| 慟哭の花 （1971.8.2 - 9.10）    | 影の車 （1971.9.13 - 11.5）     | 偽れる妻 （1971.11.8 - 12.31）  |

### 1988年版
「松本清張サスペンス・潜在光景」。1988年9月5日、関西テレビ制作・フジテレビ系列(FNS)の「月曜サスペンス（松本清張サスペンス）」枠（22:00-22:54）にて放映。視聴率17.3％（ビデオリサーチ調べ、関東地区）。
本作品は主人公の浜島が少年に暴力をふるったところを少年の母親泰子に見咎められ「二度と来ないで！」となじられて追い返される場面で終わっており、少年への殺人未遂で逮捕されて取り調べを受ける場面は無い。
キャスト
- 浜島克彦：水谷豊
- 小磯泰子：大谷直子
- 浜島佳代：藤田美保子
- 加藤盛大
- 片岡伸吾
- 加地健太郎
- 中平良夫
- 深谷みさお
- 遠山千雅乃

スタッフ
- 脚本：岩間芳樹
- 監督：富本壮吉
- 音楽：山本純ノ介
- 技術協力：エイコーテクニカ（映広）
- プロデュース：岡林可典、田中浩三、林悦子
- 制作：関西テレビ、松竹、霧企画

| 関西テレビ制作・フジテレビ系列 月曜サスペンス（松本清張サスペンス） | 関西テレビ制作・フジテレビ系列 月曜サスペンス（松本清張サスペンス） | 関西テレビ制作・フジテレビ系列 月曜サスペンス（松本清張サスペンス） |
| 前番組                                                              | 番組名                                                              | 次番組                                                              |
| ------------------------------------------------------------------- | ------------------------------------------------------------------- | ------------------------------------------------------------------- |
| -                                                                   | 潜在光景 （1988.9.5）                                               | 愛と空白の共謀 （1988.9.12）                                        |

### 2001年版
「松本清張特別企画・影の車」。2001年2月19日21:00-22:54、TBS系列にて放映。第38回ギャラクシー賞テレビ部門奨励賞受賞（原田美枝子）作品。
キャスト
- 浜島幸雄（保険会社社員）：風間杜夫
- 小磯泰子（看護師）：原田美枝子
- 浜島啓子（浜島の妻）：浅田美代子
- 小磯健一（泰子の子）：山田一樹
- 浜島の母：石野真子
- 谷口朝子：川俣しのぶ
- 吉山節子：大塚良重
- 高木緑：安達香代子
- 池田文江：中上ちか
- 斉藤刑事：斉藤あきら
- ：加藤綾子
- ：稲森明美
- 浜島幸雄（幼少期）：春山幹介
- ：松岡愛
- ：田中力
- ：大谷智子
- 町田道子（泰子の同僚）：友里千賀子
- 吉山（バスの客）：螢雪次朗
- 浜島の伯父：村田雄浩
- 下坂警部：片岡鶴太郎

スタッフ
- 脚本：橋本綾
- 演出：堀川とんこう
- 音楽：川崎真弘
- 撮影：山本博俊
- 照明：久保田芳實
- 撮影協力：京成電鉄、ユアエルム成田店、千葉交通、テクノウェイブ100、ハマゴムエイコム
- 映像協力：読売新聞社、読売ジャイアンツ
- 実況アナウンサー：渡辺謙太郎
- プロデューサー：野添和子（大映テレビ）、大西明子（TBS）
- 制作協力：東通、IMAGICA、フジアール
- 制作：大映テレビ、電通音楽出版、TBS